# Community Charge
El Community Charge –literalmente «impuesto a la comunidad»– también conocido como poll tax, fue un impuesto de capitación que se estableció primero en Escocia (1989) y en Inglaterra y el País de Gales después (1990) que sustituía a los impuestos, tasas y precios públicos  (rates) en la financiación de la administración local vigentes desde 1925, unos impuestos que tenían sus orígenes en los Poor Laws de comienzos de siglo XVI.

## Elpoll tax, el rechazo social y consecuencias políticas
Básicamente el nuevo tributo obligaba al pago de un importe igual a cada ciudadano con independencia de su renta o cualquier otra circunstancia personal o social, por lo que era fácil de calcular y recaudar, pero evitaba la progresividad y la proporcionalidad del sistema previo. La crítica más repetida  fue que el sistema era injusto e innecesariamente gravoso con quienes menos rentas tenían. Debido a su impopularidad, precipitó la caída de la primera ministra, Margaret Thatcher y fue finalmente reemplazado en 1993 por el Council Tax, introducido por la Local Government Finance Act 1992.

### Desobediencia civil, impagos y lospoll tax riots
El malestar social, con campañas de desobedencia civil incitando al no pago del impuesto y las manifestaciones por todo el país culminaron con graves disturbios en Londres. La manifestación convocada en Trafalgar Square para el 31 de marzo de 1990, contó con entre 70 000 y 100 000 participantes, y terminó por convertirse en los disturbios más graves que habían tenido lugar en el centro de Londres en un siglo, los llamados poll tax riots –disturbios por el poll tax– cuando unos 3000 manifestantes se enfrentaron con la policía, dejando un saldo de 113 personas con lesiones graves, incluyendo 45 policías, y 340 arrestados.

### Dimisión de Margaret Thatcher
Esta situación llevó al Partido Conservador, entonces en el gobierno, a forzar la dimisión, a instancias del consejo de ministros, seis meses más tarde, de la primera ministra, Margaret Thatcher, cuyo liderazgo del partido estaba ya debilitado. Una de las primeras tareas del nuevo primer ministro, el también conservador John Major, fue renombrar a Michael Heseltine –precisamente el ministro que había quebrado la mayoría absoluta de Thatcher dos días antes de su dimisión– ministro de Medio Ambiente y encargarle el diseño de un nuevo impuesto para reemplazar al poll tax.
En febrero de 2015, el Parlamento Escocés votó a favor del The Community Charge Debt (Scotland) Bill, una propuesta de ley para cancelar la deuda de 425 millones de libras de impuestos impagados a causa de la introducción del poll tax, cerrando definitivamente el ciclo del cuestionado tributo.

## Los antecedentes
En 2014, la publicación de los documentos oficiales de las reuniones del consejo de ministros en Downing Street entre 1985 y 1986, revelaron que, no solo Escocia había sido considerado un territorio para experimentar y ver las reacciones ciudadanas frente al poll tax antes de introducir el impuesto en Inglaterra y Gales, sino que ministros claves, como Nigel Lawson, entonces ministro de Economía y Hacienda, y Douglas Hurd, el ministro del Interior, habían advertido de los peligros de su introducción. Lawson incluso llegó a afirmar en una reunión del gabinete en mayo de 1985, que el poll tax era «completamente inviable y políticamente catastrófico».
En su valoración de un informe oficial que analizaba el impacto previsto, es que el nuevo tributo presentaba «una imagen horrífica», con más de 7 millones de «perdedores» [perjudicados injustamente por el nuevo cálculo] (un informe oficial posterior señaló que habría 7.5 millones de «perdedores» (el 44 % de la población contribuyente). Asimismo, Lawson afirmó que:
Una pareja de pensionistas que viven en el centro de Londres podría llegar a dedicar el 22 % de sus ingresos netos al poll tax mientras una pareja con más medios que vivían en los suburbios estarían pagando solo un 1 % de los suyos. Estaríamos obligados a conceder tantas excepciones y concesiones [a los ayuntamientos del centro de Londres con más gastos] que el poll tax [un impuesto de capitación] se convertiría rápidamente en un sucedáneo del impuesto sobre la renta.
En la reunión del 30 de septiembre de 1985, Hurd advirtió que los problemas que plantearía la recaudación ordinaria (en pago voluntario) y la correspondiente recaudación ejecutiva (a quienes no pagan en periodo voluntario) serían criticados por «hacer que un duque pague lo mismo que un recolector de basura» y que se les acusaría de imponer un impuesto por el derecho de votar a pesar de que se trataba de dos censos distintos.
Respecto a las eventuales ventajas de usar Escocia como experimento para el poll tax antes de introducirlo en Inglaterra y Gales, Oliver Letwin, el actual (2015) ministro para el Ducado de Lancaster –entonces un asesor de Thatcher– le presentó a la primera ministra una tabla que mostraba la división de su gabinete. Según sus cálculos, había cinco ministros (George Younger –el entonces ministro para Escocia–, Ken Baker, Nicholas Ridley, Nicholas Edwardes y lord Whitelaw) que estaban totalmente a favor de introducirlo directamente en Inglaterra y Gales primero; tres «podrían estar a favor» de hacerlo (Norman Tebbit, Leon Brittan y sir Keith Joseph); cuatro estaban claramente en contra (Lawson, el propio Hurd, Michael Heseltine y lord Hailsham), mientras el resto, incluyendo Kenneth Clarke y Geoffrey Howe, no se había manifestado claramente al respecto.

## Autocrítica y disculpas
En 2003, el Scottish Secretary (ministro para Escocia) del gobierno conservador en el momento de la introducción del impuesto, Malcolm Rifkind, se refirió al poll tax como «un gran error político». Ese mismo mes, poco después de ser nombrado presidente del Partido Conservador, el exministro del Interior, y ministro de Administración Local poco antes de la introducción del impuesto, Michael Howard, pidió disculpas por el impuesto.